# Rick Springfield
Rick Springfield, nacido como Richard Lewis Springthorpe (23 de agosto de 1949 en Sídney) es un cantautor, músico y actor australiano. Como músico, es conocido por su exitoso sencillo de 1981 «Jessie's Girl». Como actor, Springfield es conocido por su papel del Dr. Noah Drake en el drama estadounidense General Hospital.
En 2010, publicó su autobiografía Late, Late at Night: A Memoir.

## Vida personal
En 1984 se casó con su novia Barbara Porter en la iglesia que la familia de Rick tenía en Australia. También mantuvo una relación con Linda Blair cuando ella tenía 15 años y él 25. En 1985, cuando nació su primer hijo, se tomó un descanso en su carrera musical para pasar más tiempo con su familia, y para hacer frente a la depresión que le había afectado desde la niñez. Ya había luchado contra la depresión en la década de 1970, cuando esta dolencia (que también afectó a su padre que murió el 24 de abril de 1981) y los problemas en su carrera le llevaron a pensar en suicidarse.

## Discografía

### Álbumes de estudio
- Just Zoot (1969)
- Zoot Out (1970)
- Beginnings (1972)
- Comic Book Heroes (1973)
- Mission Magic! (1974)
- Wait For Night (1976)
- Working Class Dog (1981)
- Success Hasn't Spoiled Me Yet (1982)
- Living In Oz (1983)
- Beautiful Fulings (1984)
- Hard To Hold (1984)
- Tao (1985)
- Rock of Life (1988)
- Karma (1999)
- Greatest Hits (2001)
- Shock/Denial/Anger/Acceptance (2004)
- The Day After Yesterday (2005)
- Christmas With You (2007)
- Live and Kickin (2008)
- Venus In Overdrive (2008)
- My Precious Little One: Lullabies For A New Generation (2009)
- Songs for the end of the world (2012)
- Rocket Science (2016)
- The Snake King (2018)
- Orchestrating My Life (2019)
- The Red Locusts (2021)
- Jack Chrome & the Darkness Waltz (2021)
- Working Class Dog (40th Anniversary Live) (2022)
- Automatic (2023)

### Compilaciones
- Rick Springfield's Greatest Hits (1989)
- The Encore Collection: Rick Springfield (1997)
- The Best Of Rick Springfield (1997)
- Rick Springfield: Anthology (1999)
- The Best Of Rick Springfield (1999)
- Rick Springfield: Backtracks (1999)
- VH1 Behind The Music: Rick Springfield (1999)
- Calling All Girls - RCA 100th Anniversary Edition (1999)
- Legendary: Rick Springfield (2003)
- Platinum & Gold Collection: Rick Springfield (2003)
- Written In Rock - Anthology (2005)

### Álbumes en directo
- The Greatest Hits: Alive (2001)

## Filmografía
- 1978 - Battlestar Galactica'
- 1994 - A change of place como Philip
- 2009 - Californication (temporada 3)  como una versión desequilibrada de él mismo.
- 2015 - Ricki and the Flash'

- 2015 - True Detective (segunda temporada) como el Dr. Irving Pitlor

- 2016 - Supernatural (serie de televisión)  como Lucifer

- 2017 - American Horror Story: Cult  como el Pastor Charles

- 2018 - Los Goldbergs (serie de televisión)  como Gary, el dueño de Gar-y-oke's, el bar de karaoke donde trabaja Erica.